# 隆基邁火山

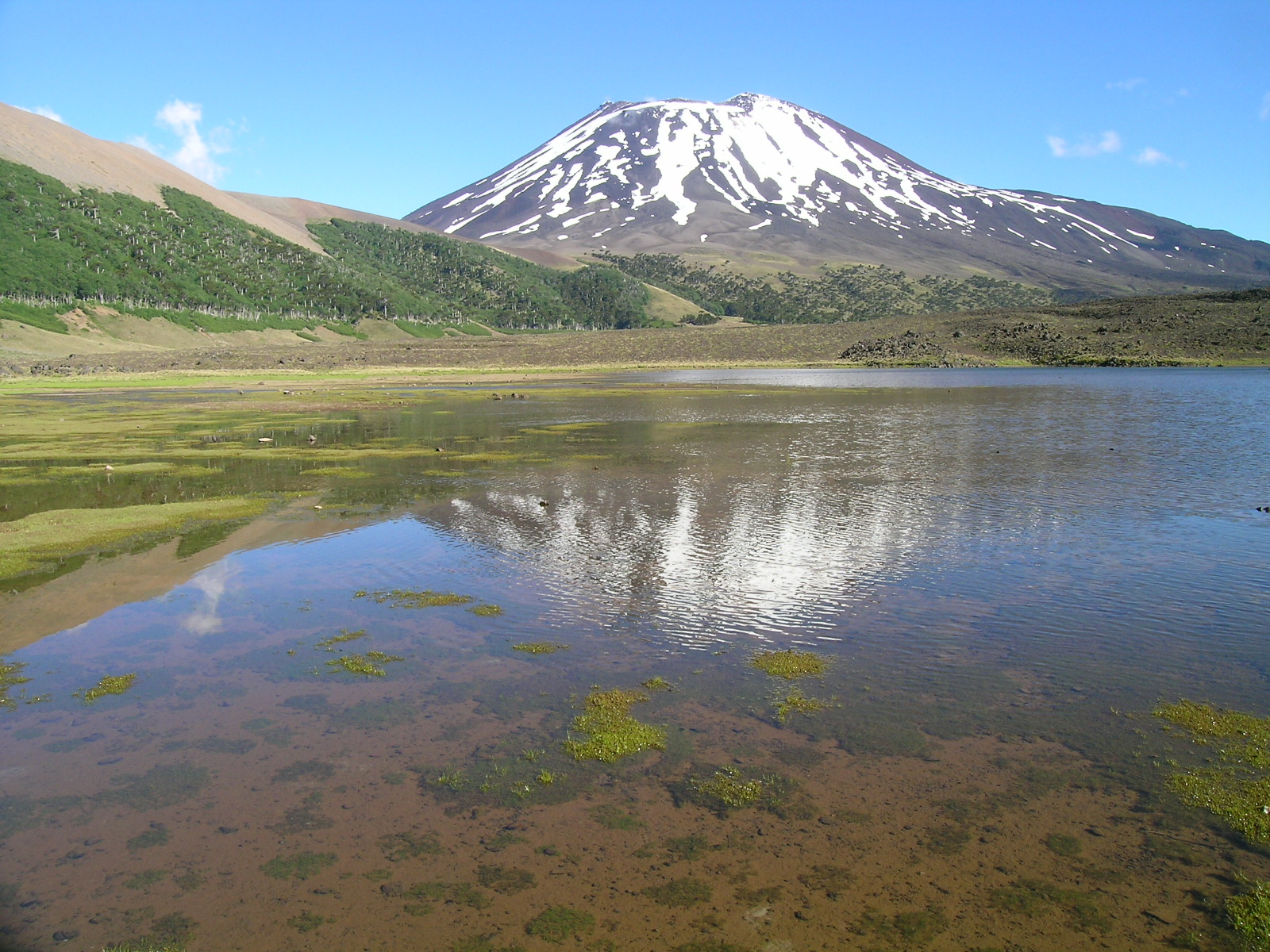

隆基邁火山是智利的火山，位於該國中部阿勞卡尼亞大區，屬於安第斯山脈的一部分，海拔高度2,865米，火山口直徑約700米，最近一次火山噴發在1990年發生。

## 外部連結
- The Lonquimay volcano （页面存档备份，存于）